# Дибромид дисеры
Диброми́д дисе́ры — бинарное неорганическое соединение серы и брома с формулой S2Br2, красная дымящаяся жидкость. Бромпроизводное дисульфана.

## Получение
- Нагревание серы с бромом:

{\displaystyle {\mathsf {2S+Br_{2}\ {\xrightarrow {t^{\circ }}}\ S_{2}Br_{2}}}}

## Физические свойства
Дибромид дисеры образует красную дымящуюся жидкость.
Растворяется в сероуглероде, тетрахлорметане, бензоле.
Гидролизуется водой.